# Mimulus moschatus
Il mimolo moscato (nome scientifico Mimulus moschatus Douglas ex Lindl., 1827 ) è una pianta dai vistosi fiori gialli appartenente alla famiglia delle Phrymaceae. In base agli ultimi studi filogenetici la specie di questa voce dovrebbe essere rinominata in Erythranthe moschata (Douglas ex Lindl.) G.L. Nesom e descritta all'interno della tribù Leucocarpeae Conzatti (genere Erythranthe Spach, sect. Mimulosma  G.L. Nesom & N.S. Fraga).

## Etimologia
Il nome generico (mimulus) deriva dal vocabolo greco "mimo" e indica i fiori che in qualche modo imitano il volto o, secondo altre interpretazioni, somigliano al volto di una scimmia o alle maschere ghignanti indossate dagli attori classici greci. L'epiteto specifico (moschatus) deriva dal latino e significa "profumo simile al muschio".
Il nome scientifico della specie è stato definito inizialmente dal botanico scozzese David Douglas (Scone, 25 giugno 1799 – Hawaii, 12 luglio 1834), perfezionato successivamente dal botanico inglese John Lindley (Catton, 8 febbraio 1799 – Turnham Green, 1º novembre 1865)  nella pubblicazione "Edwards's Botanical Register - 13 1827" del 1827.

## Descrizione

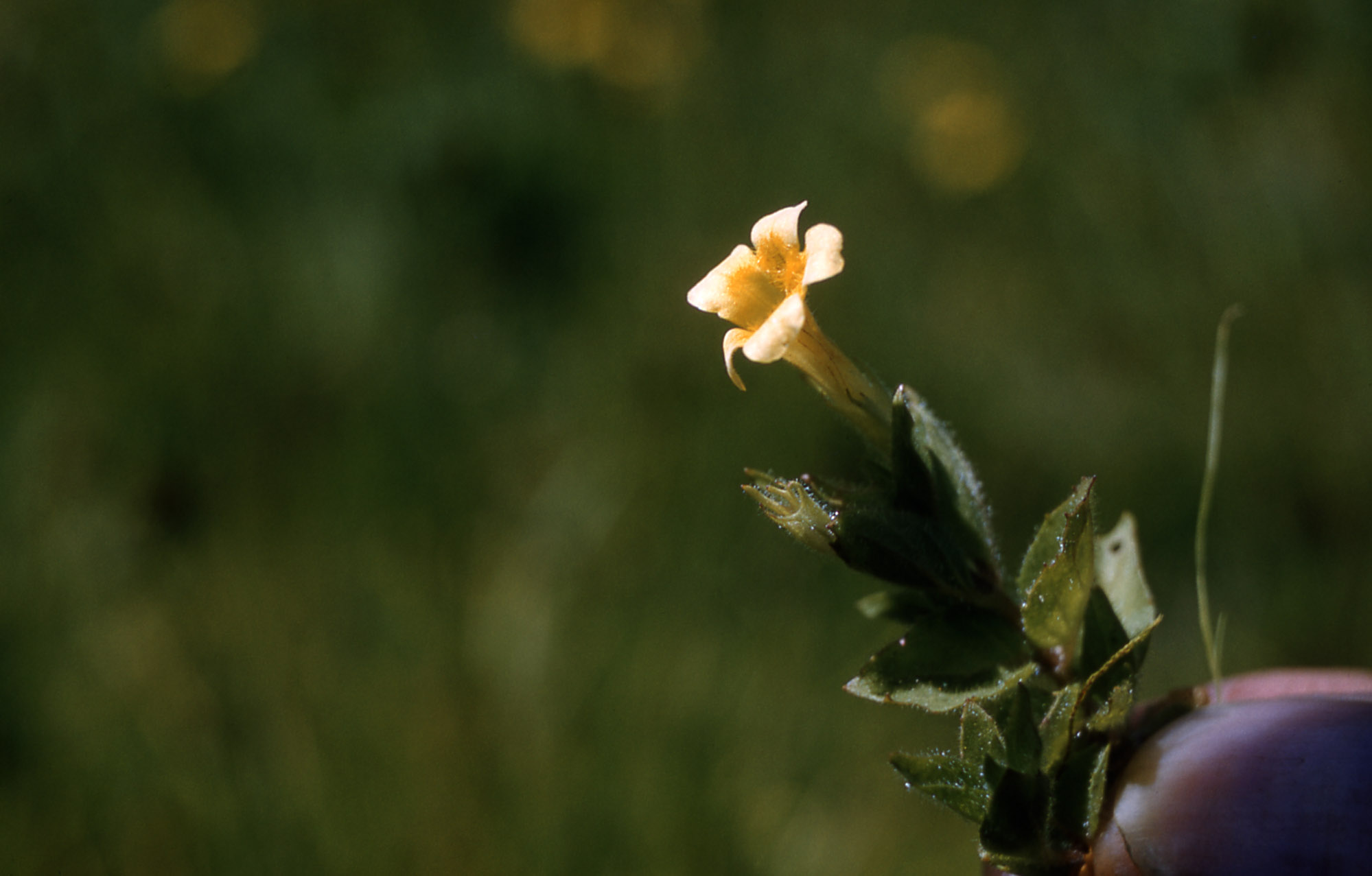
Il portamento

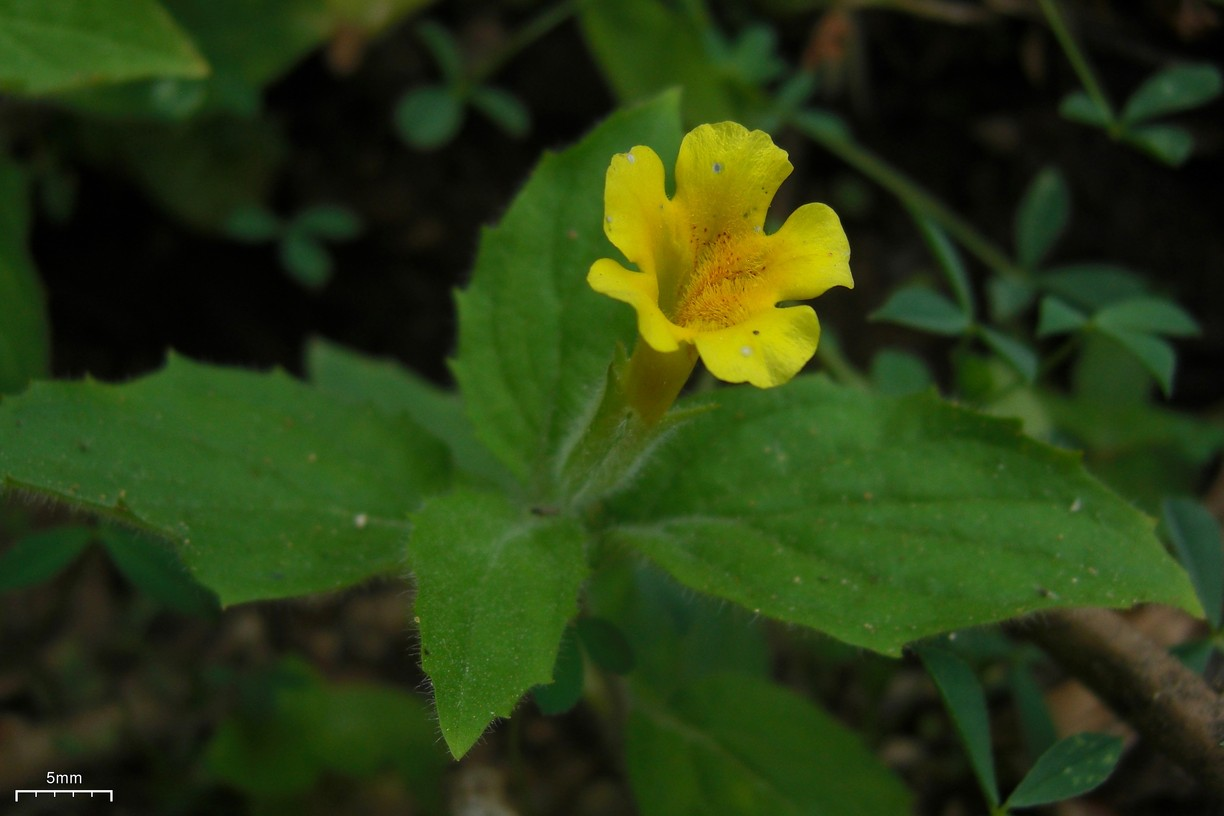
Le foglie

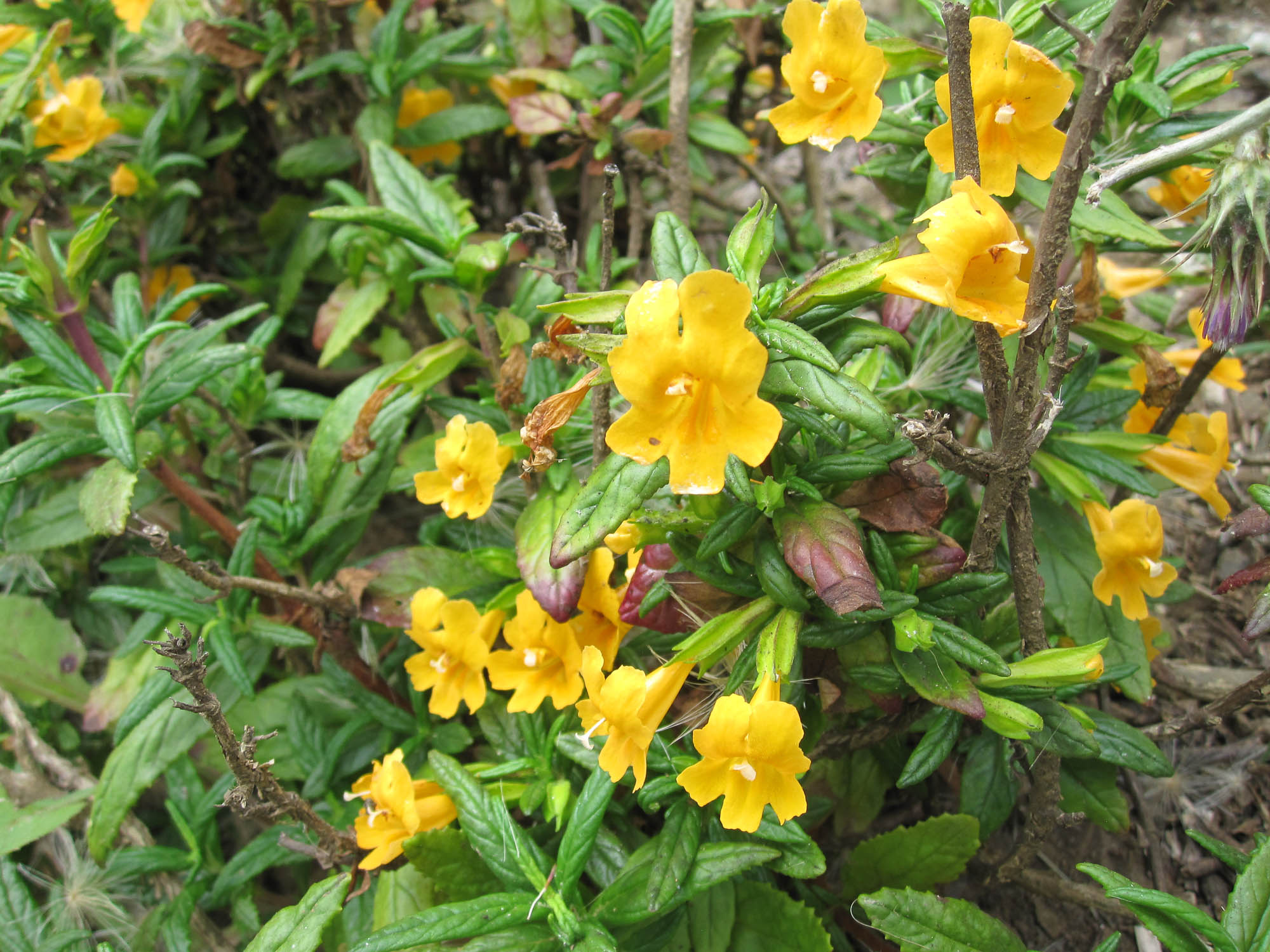
Infiorescenza

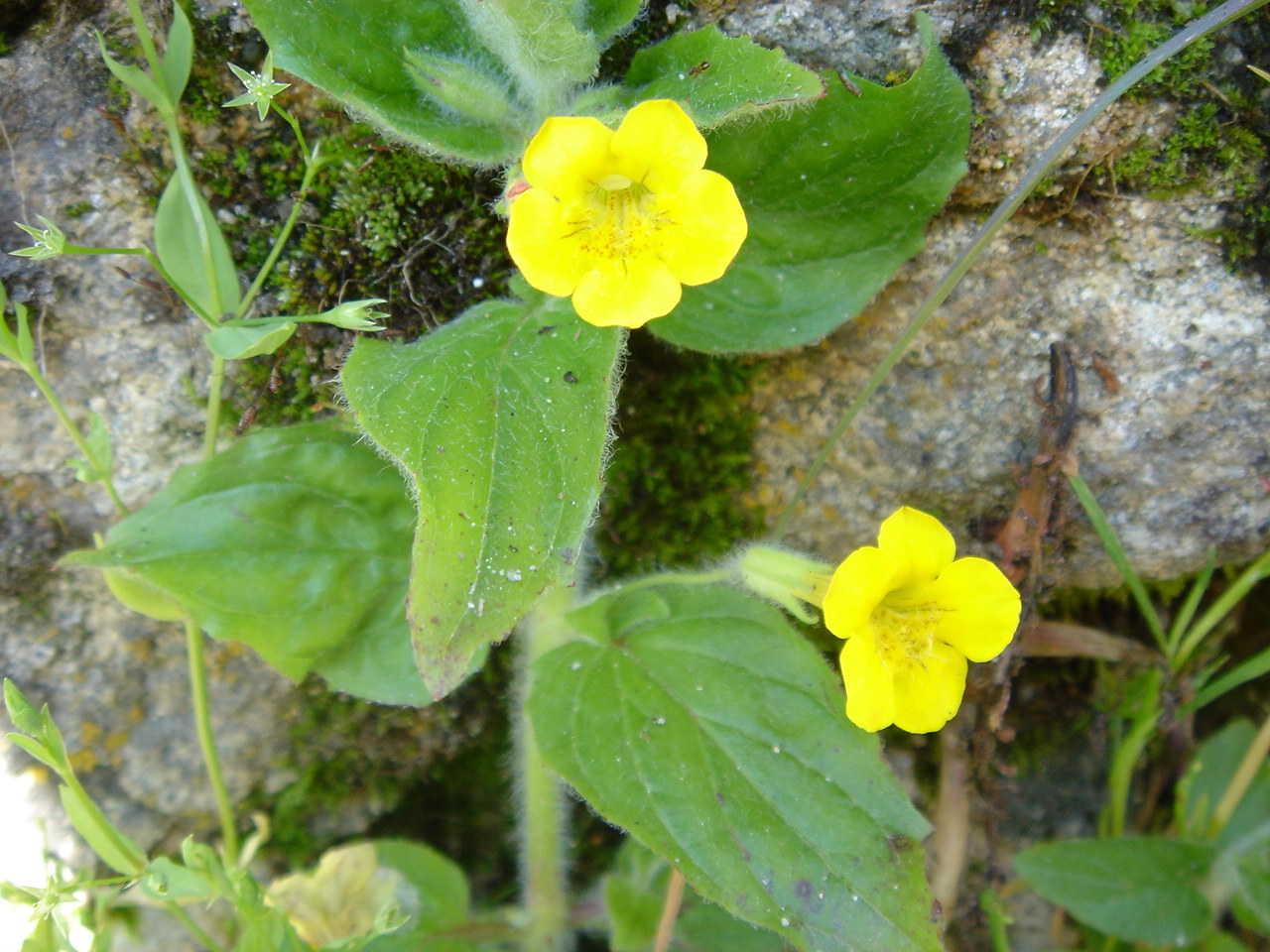
I fiori

Queste piante arrivano al massimo ad una altezza di 2 - 5 dm. La forma biologica è emicriptofita scaposa (H scap), ossia in generale sono piante erbacee, a ciclo biologico perenne, con gemme svernanti al livello del suolo e protette dalla lettiera o dalla neve e sono dotate di un asse fiorale eretto e spesso privo di foglie. Queste piante sono vischiose con odore aromatico.

### Radici
Le radici sono secondarie da rizoma.

### Fusto
La parte aerea del fusto è ascendente, esile e con la superficie sparsamente peloso-ghiandolare con ingrossamenti ai nodi. I fusti sono a sezione quadrangolare a causa della presenza di fasci di collenchima posti nei quattro vertici, mentre le quattro facce sono più o meno concave.

### Foglie
- Le foglie lungo il caule sono disposte in modo opposto a 2 a 2 e ogni verticillo fogliare è ruotato di 90° rispetto a quello sottostante. Il picciolo nelle foglie inferiori è eretto-patente; quelle superiori sono sessili. La forma delle lamina è ovale-lanceolata con base tronca, apice acuto e bordi dentellati. Lunghezza del picciolo: 2 cm. Dimensione della lamina: larghezza 15 – 30 mm; lunghezza 28 – 50 mm.

### Infiorescenza
Le infiorescenze sono formate da fiori peduncolati e solitari all'ascella delle foglie superiori. Lunghezza del peduncolo: 10 – 15 mm.

### Fiore
- I fiori sono ermafroditi tetraciclici (ossia formati da 4 verticilli: calice– corolla – androceo – gineceo) e pentameri (i verticilli del perianzio hanno 5 elementi). Lunghezza del fiore: 1,5 – 2 cm.

- Formula fiorale. Per la famiglia di queste piante viene indicata la seguente formula fiorale:

x K (5), [C (2+3), A 2+2], G (2), supero, capsula.
- Il calice, più o meno attinomorfo e gamosepalo, è a forma tubolare-conica terminante con 5 denti più o meno uguali. I denti sono lesiniformi e sono lunghi quanto la parte tubolare. Lunghezza del calice: 8 - 10 mm.

- La corolla gamopetala è tubolosa (cilindrica) e bilabiata (zigomorfa) con struttura 2/3 e lobi patenti: il labbro inferiore è formato da 3 lobi quello superiore da due lobi (la struttura bilabiata non è molto evidente: le labbra sono poco differenziate). Il colore della corolla è gialla e rosso corallo alle fauci. Lunghezza della corolla: 2 cm.

- L'androceo è formato da 4 stami didinami inclusi nel tubo corollino (più bassi dello stigma). Gli stami maturano simultaneamente con lo stigma. I filamenti in genere sono glabri. Le antere sono formate da due teche uguali e confluenti all'apice.

- Il gineceo è bicarpellare (sincarpico - formato dall'unione di due carpelli connati) ed ha un ovario supero con forme da ovoidi a oblunghe; è pubescente-ghiandoloso. Lo stilo è filiforme e unico inserito all'apice dell'ovario con stigma bilobo. I due lobi dello stigma sono provvisti di una certa sensibilità per cui si rinchiudono con uno scatto improvviso quando sono "toccati" da un insetto pronubo che vi deposita sopra del polline di un'altra pianta; dal momento che lo stigma è più sporgente degli stami è urtato sempre per primo dall'insetto pronubo, così si evita l'autoimpollinazione.

- Fioritura: da giugno a settembre.

### Frutti
- I frutti sono delle capsule ovali con deiscenza loculicida (a due valve) oppure sono indeiscenti. I semi, numerosi, sono tubercolati. Dimensione dei semi: 0,2 - 0,3 mm.

## Riproduzione
- Impollinazione: l'impollinazione avviene tramite insetti (impollinazione entomogama) o il vento (impollinazione anemogama).[9]
- Riproduzione: la fecondazione avviene fondamentalmente tramite l'impollinazione dei fiori (vedi sopra).
- Dispersione: i semi cadendo (dopo aver eventualmente percorso alcuni metri a causa del vento - dispersione anemocora) a terra sono dispersi soprattutto da insetti tipo formiche (disseminazione mirmecoria).

## Distribuzione e habitat

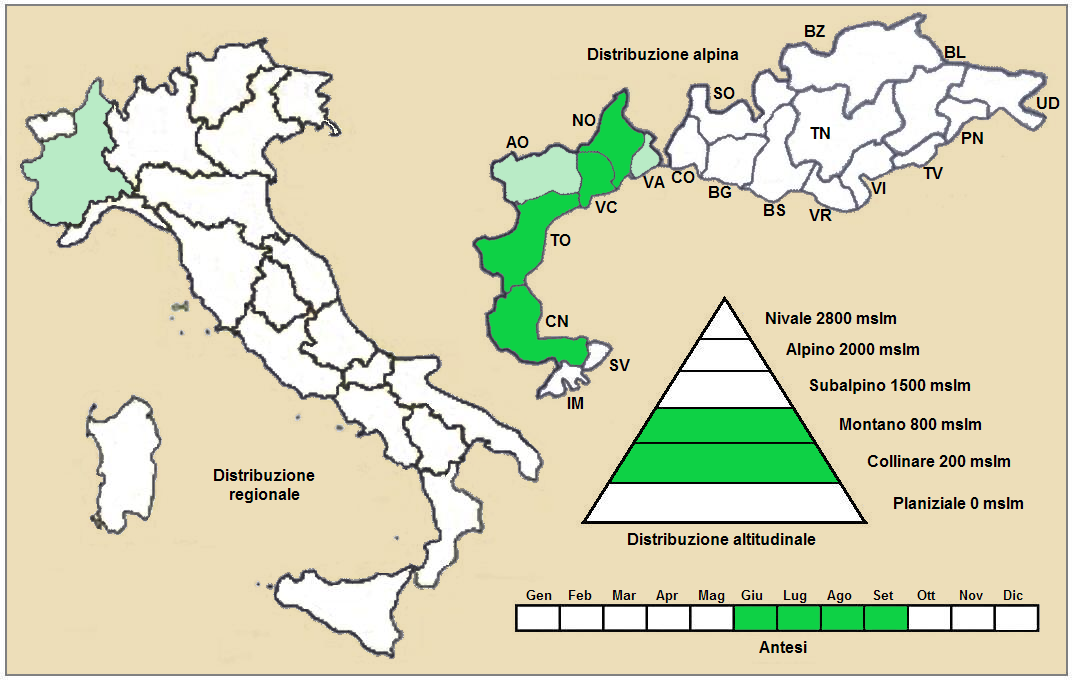
Distribuzione della pianta
(Distribuzione regionale – Distribuzione alpina)

- Geoelemento: il tipo corologico (area di origine) è Nord Americano.
- Distribuzione: in Italia è una pianta comune (in espansione) ed è presente soprattutto nel Piemonte. Nelle Alpi del versante italiano è presente nella parte occidentale. Fuori dall'Italia, sempre nelle Alpi, questa specie si trova in Carinzia (Austria). Sugli altri rilievi europei collegati alle Alpi si trova nella Foresta Nera, Vosgi e Carpazi.[15]
- Habitat: l'habitat tipico per questa specie sono le radure, i cespugli in zone umide e le siepi; ma anche gli ambienti umidi temporaneamente inondati, i bordi dei ruscelli e i coltivi ornamentali (parchi, giardini e cimiteri). Il substrato preferito è calcareo e siliceo con pH neutro, medi valori nutrizionali del terreno che deve essere bagnato.[15]
- Distribuzione altitudinale: sui rilievi queste piante si possono trovare da 100 fino a 1.200 m s.l.m.; frequentano quindi i seguenti piani vegetazionali: collinare e montano.

### Fitosociologia
Dal punto di vista fitosociologico alpino Mimulus moschatus appartiene alla seguente comunità vegetale:
- Formazione: comunità delle macro- e megaforbie terrestri

- Classe: Molinio-Arrhenatheretea

- Ordine: Molinietalia caeruleae

## Tassonomia
La famiglia di appartenenza di questa specie (Phrymaceae) comprende 13 generi con meno di 200 specie La specie di questa voce attualmente è descritta nella tribù Mimuleae, una delle quattro tribù nella quale è divisa la famiglia.
Le specie di questo genere (Mimulus), dai giardinieri e coltivatori, sono divise in due gruppi: (1) piante a portamento arbustivo e (2) piante a portamento erbaceo. La specie di questa voce è descritta all'interno del secondo gruppo insieme all'altra specie presente sul territorio italiano: Mimulus guttatus DC..
Il numero cromosomico di M. moschatus è: 2n = 32.

### Filogenesi
Attualmente la posizione tassonomica di questa specie è in fase di definizione. Il genere Mimulus in seguito alle analisi di tipo filogenetico del DNA dei cloroplasti e di altri siti molecolari si presenta non monofiletico. Tradizionalmente la specie M. moschatus è descritta nella sect. Paradanthus del genere Mimulus. Dagli ultimi studi tale sezione non risulta un gruppo naturale; solamente una sua sottosezione, le cui specie sono caratterizzate dal numero cromosomico 2n = 32, può essere definita un clade monofiletico. Quest'ultimo, definito come "alleanza moschatus", contiene un rilevante numero di specie endemiche, rare o minacciate di estinzione, soprattutto nelle aree del Pacifico nordoccidentale.
Recenti studi propongono di rinominare buona parte del genere Mimulus in Diplacus Nutt. con 6 sezioni, nessuna delle quali contiene la specie di questa voce, che viceversa verrebbe trasferita alla tribù Leucocarpeae Conzatti all'interno del genere Erythranthe Spach, sect. Mimulosma (Greene) G.L. Nesom & N.S. Fraga. In questo caso il nuovo nome scientifico sarebbe: Erythranthe moschata (Douglas ex Lindl.) G.L. Nesom.

### Sinonimi
Questa entità ha avuto nel tempo diverse nomenclature. L'elenco seguente indica alcuni tra i sinonimi più frequenti:
- Mimulus guttatus var. moschatus (Douglas ex Lindl.) Prov.
- Mimulus moschatus var. moschatus

## Altre notizie
Il mimolo moscato in altre lingue è chiamato nei seguenti modi:
- (DE)  Moschus-Glauklerblume
- (FR)  Mimule mosqué
- (EN)  Musk